# Toma de Breda (1581)
La toma de Breda de 1581, también conocida como La furia de Haultepenne, ocurrió el 26 y 27 de julio, durante la Guerra de los Ochenta Años, cuando el gobernador de los Países Bajos era  Alejandro Farnesio, duque de Parma. En realidad, no se trataba de un asedio, sino de una lucha dentro de las murallas de la ciudad. Las tropas españolas bajo el mando de Claude de Berlaymont, señor de Haultepenne, tomaron por sorpresa la ciudad de Breda después de que un centinela fuera sobornado por un seguidor del rey, Charles de Gavre, que estuvo prisionero en el castillo. El centinela corrupto, apodado Balafré, permitió a las tropas españolas entrar al castillo.
El ejército de Berleymont atacó las defensas de Breda  y a pesar de la resistencia de sus ciudadanos, los atacantes lograron tomar las puertas más importantes de la ciudad y lanzaron un ataque contra el ayuntamiento, la torre y la iglesia. Los defensores se rindieron con la condición de que la ciudad no fuera saqueada. A las 10 de la mañana se detuvo la lucha y comenzó el saqueo. Unos 584 ciudadanos perdieron la vida durante este evento relativamente corto.

## Antecedentes
Breda, que expulsó a la guarnición alemana en 1577, ya se había unido a la Unión de Utrecht en el verano de 1579, en contraste con la vecina ciudad de Bolduque, que había permanecido católica después de los enfrentamientos entre protestantes y católicos, volviendo a estar bajo la autoridad española desde el 1 de julio.
Debido a estas diferencias entre el vecindario, la ciudad de Breda podría ser asediada más fácilmente; era importante tomarla porque, como todas las otras ciudades de Brabante como Amberes y Bruselas se mantuvo fiel a la revuelta; además, Breda bloqueó la carretera del norte.

## El ataque
En el castillo de Breda había un prisionero  del rey de España, Carlos de Gavre (Karel van Gaveren), señor de Fresin. Mientras Breda estaba asediada por los españoles, sobornó a un soldado valón apodado Balafré .
Durante la noche, las tropas españolas entraron en silencio por una puerta abierta por Balafré y ubicada en las paredes del castillo, que fue conquistado, mientras que la población ya estaba haciendo sonar la alarma y más tarde ocupó los muros de la ciudad y levantó barricadas.
Después de una batalla callejera feroz, las tropas españolas lograron progresar y tomar el "Gasthuiseindse Poort", lo que permitió traer nuevas tropas. Finalmente, la población detuvo su pelea con la condición de que no hubiese saqueo que, sin embargo, ocurrió. Todos los prisioneros tuvieron que pagar un rescate y muchos fueron masacrados. Los asesinatos y el alboroto duraron mucho tiempo y al final hubo 584 muertos.

## Consecuencias
Con la caída de Breda, Brabante del Norte quedó bajo control español lo que hizo más fácil para el Duque de Parma, unos años más tarde, asediar y conquistar Amberes.
En 1590 Breda cambió de manos otra vez, con el espectacular ataque de Maurice de Nassau y la toma de Breda que siguió. El episodio de 1581 inspiró "La furia de Haultepenne", un grabado de Franz Hogenberg.